# Rajcza
Rajcza [ˈrai̯t͡ʂa] là một làng ở Żywiecki, ŚLĄSKIE, thuộc tỉnh lịch sử của Lesser Poland, gần biên giới với Slovakia. Đó là khu hành chính của Gmina Rajcza. Nó nằm cách khoảng 22 kilômét (14 mi) về phía nam Zywiec và 83 km (52 mi) về phía nam thủ phủ Katowice của khu vực. Làng có dân số là 3,438 người.

## Địa điểm và giao thông
Rajcza nằm trong Żywiec Beskids, trên sông Soła, gần Công viên Cảnh quan Żywiec. Ngôi làng có một nhà ga đường sắt, trên tuyến từ Zywiec đến biên giới Ba Lan-Slovakia. Đây là một điểm du lịch nổi tiếng, với nhà khách và các cơ sở thể thao mùa đông.

## Lịch sử
Ngôi làng Rajcza được thành lập vào nửa đầu thế kỷ 17, khi khu vực này thuộc về Kraków Voivodeship, thuộc Khối thịnh vượng chung Ba Lan - Litva. Vào thời điểm đó, Rajcza thuộc về Nữ hoàng Constance của Áo, vợ của Vua Zygmunt III Waza, một phần của điền trang với trung tâm chính đặt tại Węgierska Górka. Sau thời kỳ phân chia của Ba Lan, Rajcza, cùng với phía tây nam Lesser Poland, bị Đế quốc Áo (1772) sáp nhập. Năm 1843, công việc sản xuất sắt đã được mở ở đây. Năm 1854-1894, chủ sở hữu của ngôi làng, Teodor Primavesi, đã tu sửa một cung điện địa phương, thành lập một công viên xung quanh cung điện này. Năm 1884, Rajcza có kết nối đường sắt với Zywiec và Cadca. 10 năm sau, ngôi làng được gia đình Lubomirski mua lại, họ đã mở rộng cung điện. Năm 1914, Rajcza được mua bởi chi Zabsywiec của gia tộc Habsburgs. Năm 1880, ngôi làng có 2.037 cư dân, với 140 người Do Thái và 25 người Đức.
Ở Cộng hòa Ba Lan thứ hai, Rajcza trở thành một địa điểm du lịch nổi tiếng. Vào thời điểm đó, nó có một nhóm thiểu số Do Thái sinh sống. Vào năm 1921, ước tính là 132 người Do Thái sống tại đây. Trong Thế chiến II, Rajcza, cùng với toàn bộ quận Żywiec, được sáp nhập trực tiếp vào Đức Quốc xã. Người Do Thái địa phương đã được chuyển đến một khu tập trung Do Thái ở Sucha Beskidzka, và sau đó bị sát hại trong các trại hành quyết. Vào tháng 10 năm 1940, trong chiến dịch Action Saybusch, 115 gia đình Ba Lan (501 người) đã buộc phải từ bỏ nhà cửa. Người Ba Lan được thay thế bằng người Đức dân tộc từ Bucovina. Tháng 5/1945, Rajcza bị Hồng quân bắt giữ. Cho đến năm 1975, ngôi làng vẫn ở Kraków Voivodeship. Năm 1975 - 1999, nó thuộc về Bielsko-Biała Voivodeship.

## Điểm tham quan
- Nhà thờ giáo xứ St. Lawrence (1890),
- Cung điện Karol Stefan Habsburg, trong Thế chiến I là một bệnh viện quân đội,
- Công viên cung điện,
- Nhà gia đình Kornhauser (thế kỷ 19).